# عبدالملک دوم سامانی
عبدالملک دوم سامانی (عبدالملک بن نوح) و ملقب به ابوالفوارس از پادشاهان سامانی بود. او پس از برکناری برادرش به دست فایق و بکتوزون بر مسند قدرت تکیه داد. عبدالملک بن نوح آخرین پادشاه سلسله سامانی بود که به قدرت رسید. زمامداری او حدود۹الی۱۰ماه به طول انجامید. سرانجام امیرابوالفوارس عبدالملک بن نوح در حبس فوت کرد.

## چگونگی به قدرت رسیدن عبدالملک دوم
سال‌های واپسین دولت سامانی، این حکومت با مشکلات زیادی روبرو گردید و هر لحظه در انتظار سقوط به سر می‌برد و از طرفی حاکمان آخرین این سلسله بسیار ضعیف و ناتوان بودند و بازیچه قدرتهای اطراف قرار می‌گرفتند. انتخاب امیر، بدست حاکمان محلی افتاده بود و به قدرت رسیدن عبدالملک دوم نیز پیرو همین قاعده بود.
در جلسه‌ای که بکتوزون (از سرداران صاحب عنوان دربار در زمان منصور بن نوح) در روز چهارشنبه دوازدهم صفر سال۳۸۹قمری که برای مشخص شدن تکلیف محمود غزنوی تشکیل داده بود، منصور دوم را بازداشت کردند و پس از گذشت یک هفته چشمانش را میل داغ نهادند و پس از آن او را به بخارا فرستادند و برادر خردسالش عبدالملک بن نوح را بر تخت امارت نشانده و با وی بیعت نمودند اما ۱۰ ماه بعد توسط قراخانیان دستگیر شد و حکومت سامانی با دستگیری او به پایان رسید.

## رخدادهای پس از به تخت نشستن عبدالملک دوم
در فوریه ۹۹۹ منصور دوم، بركنار و نابینا شد. عبدالملك دوم سپس از سوی فائق و بکتوزون به جایگاه امیر گماشته شد، همان دو کسی که برادرش را سرنگون کرده بودند و با هم بیشتر قدرت پادشاهی را در دست داشتند.
محمود غزنوی سرنگونی منصور دوم را بهانه‌ای کرد برای گرفتن بخش‌های گشوده‌نشده خراسان که هنوز در دست سامانیان بود. ولی بکتوزون و فائق همراه با فرمانروای کوهستان، ابوالقاسم سیمجوری، از سوی محمود غزنوی بسیار نيرومند ارزیابی شدند. از این رو در بهار ۹۹۹ با نگهداشتن بلخ و هرات با آنان آشتی کرد. هم‌پيمان‌ها در پی تاختن به دنبالهٔ لشکر محمود غزنوی آرامش را بر هم زدند.
ولی نیروهای محمود غزنوی دست‌نخورده ماندند و دشمنی‌ها از سر گرفته شد. محمود غزنوی هم‌پیمان‌ها را در نزدیکی مرو شکست داد و به دنبال آن همه سرزمین‌های جنوب رود آموی را گرفت. او همچنین وفاداری چغانیان و دیگر قلمروهای کوچک را در شمال آموی که تا آن زمان دست‌نشاندگان وفادار سامانیان بودند به دست آورد.
در این گام، عبدالملک و فائق (که سپس بکتوزون به آنها‌‎ پيوست) تلاش کردند تا برای تاختن دوباره به محمود غزنوی، شتاب كنند. با این همه، فائق به زودی درگذشت، تقریباً در همان زمان قراخانیان به رهبری ایلک خان به بخارا تاختند.
عبدالملک كه بيزاری مردمان خود را بهمراه داشت، در برابر تاخت‌تاز قراخانیان بی کمک ماند. بخارا بی هیچگونه ایستادگی گرفته شد و عبدالملک به اسارت درآمد.
در ۲۳ اکتبر ۹۹۹، ایلک خان بدون درگیری به بخارا درآمد و دستور داد عبدالملک را به همراه دیگر کسان دودمان سامانی به اوزگند بفرستند.